# Pedrocortesella africana
Pedrocortesella africana är en kvalsterart som beskrevs av Pletzen 1963. Pedrocortesella africana ingår i släktet Pedrocortesella och familjen Licnodamaeidae. Inga underarter finns listade i Catalogue of Life.